# Canon RF 600mm f/11 IS STM
El Canon RF 600mm f/11 IS STM és un teleobjectiu fix amb muntura Canon RF.
Aquest, va ser anunciat per Canon el 9 de juliol de 2020, amb un preu de venda suggerit d'uns 859,99€.
Aquest objectiu s'utilitza sobretot per fotografia de fauna i esport. També és una bona alternativa per la seva major qualitat òptica per a qui recorren al digiscoping (acoblar un telescopi a una càmera) per aconseguir focals extremes.
El 2021, aquest objectiu va guanyar el premi de Technical Image Press Association (TIPA) com a millor teleobjectiu fix.
El 2021, aquest objectiu va guanyar el premi de International Design Awards com a millor disseny d'objectiu intercanviable.

## Característiques
Les seves característiques més destacades són:
- Distància focal: 600mm
- Obertura: f/11
- Motor d'enfocament: STM (Motor d'enfocament pas a pas, silenciós)
- Estabilitzador d'imatge de 5 passes
- Distància mínima d'enfocament: 450cm
- Rosca de 82mm
- Distorsió òptica de tipux coixí molt baixa.[6]
- A f/11 l'objectiu ombreja les cantonades amb gairebé una passa i mitja de llum.[6]
- La qualitat òptica és molt uniforme en tot l'objectiu, des del centre fins a les cantonades.[6]

## Construcció[7]
- La muntura i la resta de parts són totes de plàstic.
- Compten amb un sistema retràctil d'extensió i plegat abans del seu ús.[3]
- No consta de diafragma, ja que és f/11 fixe. Les 10 lents de l'objectiu estan distribuïdes en 7 grups.
- Consta d'una lent difractiva.[8]

## Accessoris compatibles[9]
- Tapa E-82 II
- Parasol ET-88B
- Filtres de 82mm
- Tapa posterior RF
- Estoig LZ1328
- Multiplicador RF 1.4x
- Multiplicador RF 2x

## Objectius similars amb muntura Canon RF
- Canon RF 600mm f/4L IS USM[10]